# Vyšný Skálnik
Vyšný Skálnik  est un village de Slovaquie situé dans la région de Banská Bystrica.

## Histoire
La première mention écrite du village date de 1334.

## Démographie

### Évolution de la population
| Année:               | 1994. | 2004.   | 2014.   | 2024.   |
| -------------------- | ----- | ------- | ------- | ------- |
| Nombre de personnes: | 149   | 152     | 147     | 145     |
| Différence:          |       | +2,01 % | -3,28 % | -1,36 % |

| Année:               | 2023. | 2024.   |
| -------------------- | ----- | ------- |
| Nombre de personnes: | 144   | 145     |
| Différence:          |       | +0,69 % |

## Personnalités
La localité est le lieu de naissance de l'écrivain Ján Botto.